# Ben Nighthorse Campbell
Ben Nighthorse Campbell (ur. 13 kwietnia 1933 w Auburn, Kalifornia) – amerykański żołnierz, judoka i polityk. Jego matka Mary Vierra pochodziła z Portugalii, zaś ojciec Albert Campbell miał mieszane pochodzenie, w tym krew Indian z plemienia Szejenów.

## Życiorys
Jako żołnierz w latach 1951–1954 służył w siłach powietrznych Stanów Zjednoczonych i wziął udział w wojnie koreańskiej.
Po wojnie rozpoczął studia na California State University w San Jose, które ukończył w 1957 roku. W latach 1960–1964 kontynuował studia na Meiji University w Tokio w Japonii.
Trenował również judo. W tej dyscyplinie sportu zdobył złoty medal na Igrzyskach Panamerykańskich w 1963 roku w São Paulo w Brazylii. Był również reprezentantem Stanów Zjednoczonych na Letnich Igrzyskach Olimpijskich w 1964 roku w Tokio.
Po zakończeniu kariery sportowej zajmował się między innymi projektowaniem biżuterii oraz rolnictwem, zanim zajął się polityką.
W latach 1987–1993 z ramienia Partii Demokratycznej przez trzy dwuletnie kadencje Kongresu Stanów Zjednoczonych reprezentował trzeci okręg wyborczy w stanie Kolorado w Izbie Reprezentantów Stanów Zjednoczonych. Po sześciu latach w niższej izbie parlamentu jako Demokrata został wybrany do Senatu Stanów Zjednoczonych. W 1995 roku zmienił przynależność partyjną i przeszedł do Partii Republikańskiej. W senacie zasiadał od 1993 do 2005 roku.

## Odznaczenia
- Krzyż Wielkiego Oficera Orderu Infanta Henryka (Portugalia, 1998)[3]